# Kukiz'15
Kukiz'15 er en polsk, politisk bevægelse ledet af Punk-rock-musikeren Paweł Kukiz. Det er en forening, der ikke er registreret som et politisk parti, og som tidligere har koordineret med højreekstreme grupper, såsom partiet National Bevægelse. Kukiz'15 er dog ikke selv højreekstreme. Efter parlamentsvalget i 2015 har Kukiz'15 stærkt modereret sit politiske syn og ophørt med sine forbindelser med højreekstreme organisationer og politikere og opgivet sine tidligere euroskeptiske og socialkonservative holdninger. I 2019 sluttede det sig til Polsk Koalition.